# Olhugiri (Baa-atol)
Olhugiri is een van de onbewoonde eilanden van het Baa-atol behorende tot de Maldiven.